# Classic Loire-Atlantique
De Classic Loire-Atlantique is een eendaagse wielerwedstrijd van minder dan 200 km die wordt verreden in en rondom La Haie-Fouassière, een voorstad van Nantes.
De wedstrijd werd voor het eerst verreden in 2000. De eerste drie edities waren amateurkoersen. Sinds 2005 maakt de wedstrijd deel uit van de UCI Europe Tour, een van de continentale circuits van de UCI. In 2011 kreeg de wedstrijd het statuut van 1.1-wedstrijd. Tevens is de wedstrijd onderdeel van de Coupe de France.

## Lijst van winnaars

### Overwinningen per land
| Overwinningen | Land                                                       |
| ------------- | ---------------------------------------------------------- |
| 16            | Frankrijk                                                  |
| 2             | Spanje                                                     |
| 1             | België, Denemarken, Estland, Nederland, Noorwegen, Rusland |

2000 · 2001 · 2002 · 2003 · 2004 · 2005 · 2006 · 2007 · 2008 · 2009 · 2010 · 2011 · 2012 · 2013 · 2014 · 2015 · 2016 · 2017 · 2018 · 2019 · 2020 · 2021 · 2022 · 2023 · 2024
2005 · 
2006 · 
2007 · 
2008 · 
2009 · 
2010 · 
2011 · 
2012 · 
2013 · 
2014 · 
2015 · 
2016 · 
2017 ·
2018 ·
2019 ·
2020 ·
2021 ·
2022 ·
2023 ·
2024 ·
2025
Belangrijkste etappewedstrijden

Internationaal Wegcriterium · Driedaagse Brugge-De Panne · Ronde van de Alpen · Vierdaagse van Duinkerke · Ronde van Beieren · Ronde van Noorwegen · Ronde van België · Ronde van Luxemburg · Ronde van Oostenrijk · Ronde van Wallonië · Ronde van Burgos · Ronde van Denemarken · Arctic Race of Norway · Ronde van Groot-Brittannië
Belangrijkste eendaagse wedstrijden

Trofeo Laigueglia · GP Lugano · GP Nobili Rubinetterie · Dwars door Vlaanderen · Scheldeprijs · Brabantse Pijl · GP Kanton Aargau · Brussels Cycling Classic · GP Fourmies · Primus Classic Impanis-Van Petegem · Ronde van de Drie Valleien · Milaan-Turijn · Ronde van Piemonte · Ronde van het Münsterland · Ronde van Emilia · Parijs-Tours · GP Bruno Beghelli